# Eger-Tihamér vasútállomás
Az egri Tihamér vasútállomás az Füzesabony–Putnok-vasútvonal egyik eredeti, mára bezárt vasútállomása volt. A vasútvonal 2501-es és a 2503-as úti útátjárói között helyezkedett el, egykori felvételi épülete a 2010-es években még jó állapotban állt, üzlet működött benne.

## Vasútvonal
Az állomást az alábbi vasútvonal érinti:
- Füzesabony–Putnok-vasútvonal

## Kapcsolódó állomások
A vasútállomáshoz az alábbi állomások vannak a legközelebb:
- Eger vasútállomás (Eger vasútállomás, Füzesabony–Putnok-vasútvonal)
- Egervár megállóhely (Putnok vasútállomás, Füzesabony–Putnok-vasútvonal)

## Története
Az áthaladó vasútvonal átadásakor nyílt meg. 1986-ig üzemelt, majd 1993-ban, kísérleti jelleggel (ismeretlen időre) újból megnyitották.

### Tervek az újranyitására
Régóta tervezik, hogy a város városszerkezeti adottságait figyelembe véve az Füzesabony–Putnok-vasútvonal személyszállító vonatai Eger vasútállomás felhagyásával az ebben az esetben személyszállításra alkalmassá tehető és újranyitható Eger-Rendező teherpályaudvaron át a felnémeti vasútállomásig járnának. Ha ez a terv megvalósulna, akkor a jó tömegközlekedési kapcsolatokkal rendelkező volt állomás is újra megnyílhatna.

## Megközelítés helyi tömegközlekedéssel
Az állomáshoz legközelebb a Tihaméri malom (régebben Tihamér vasútállomás) megállóhely található. Az itt megálló helyi járatok: 2, 2A, 5, 5A, 5i, 6, 8.